# Chromatica
Chromatica ist das sechste Studioalbum der US-amerikanischen Sängerin Lady Gaga. Ursprünglich sollte es am 10. April 2020 veröffentlicht werden, aufgrund der COVID-19-Pandemie wurde die Veröffentlichung um sieben Wochen auf den 29. Mai 2020 verschoben.

## Entstehung

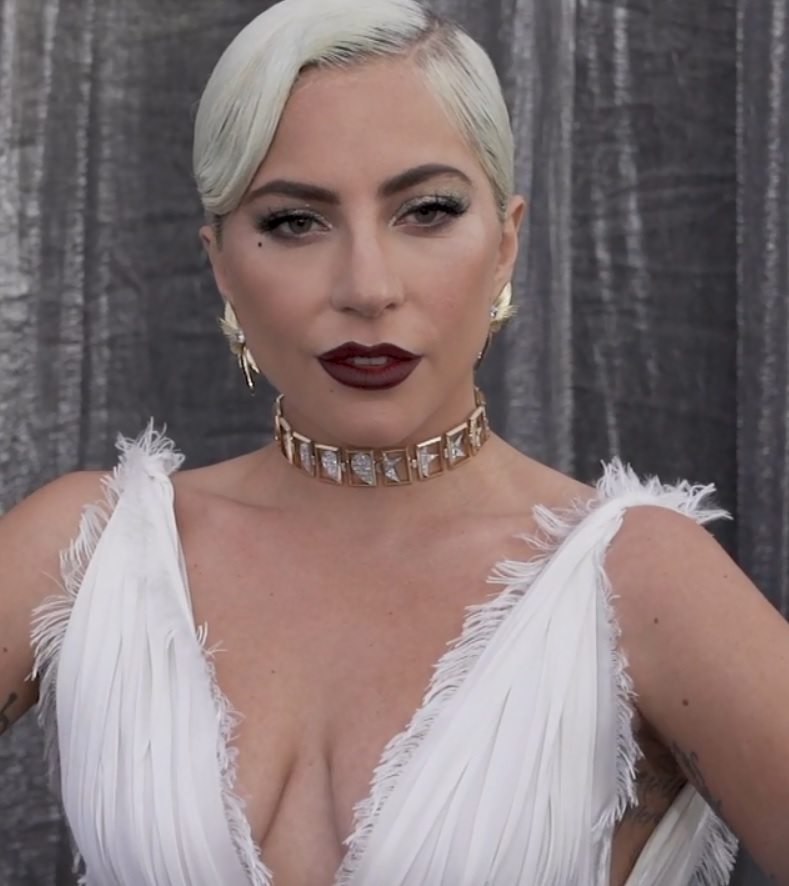
Chromatica ist das sechste Studioalbum von Lady Gaga

Chromatica ist das sechste Studioalbum von Lady Gaga. Den Sound des Albums beschreibt die Sängerin so: „Ich will, dass die Leute tanzen und glücklich sind. Ich möchte Musik rausbringen, die ein großer Teil der Welt hören wird und ich möchte, dass sie ein Teil ihres Alltags wird und sie jeden Tag glücklich macht.“
Unter den Titeln finden sich gemeinsame Songs mit Elton John (Sine From Above), Ariana Grande (Rain on Me) und der südkoreanischen Girlgroup Blackpink (Sour Candy).
Ein großer Teil der Aufnahmen entstand im Tonstudio ihres Hauses im Laurel Canyon, einem Stadtteil von Los Angeles. Das als Utility Muffin Research Kitchen bekannte Studio, 7885 Woodrow Wilson Drive, das ursprünglich Frank Zappa gehörte, hatte sie 2016 samt dem Wohnhaus Zappas erworben. In einem Interview mit Paper im März 2020 erklärte Lady Gaga über den Aufnahmeprozesses für Chromatica, der US-amerikanische Musiker, Musikproduzent und Songwriter BloodPop sei das "Zentrum" und der "Kern" der Produktion des Albums gewesen und habe an allen Tracks mitgewirkt. Die Aufnahme entstand mit der Beteiligung einer Vielzahl von Produzenten und Musikern wie Burns, Axwell, Tchami, Benjamin Rice und Rami Yacoub. Des Weiteren als Produzenten und Autoren waren an dem Album beteiligt Skrillex, Madeon, White Sea, Jacob Kasher, Ryan Tedder, Justin Tranter, Tom Norris, Ely Rise, Johannes Klahr, LIOHN und Madison Love.

## Artwork
Das am 5. April 2020 vorgestellte Albumcover zeigt Lady Gaga mit einer rosafarbenen „Zuckerwatte“-Frisur, einem metallisch glänzenden Body mit herausstehenden Stacheln und Nieten und einem Paar Plateaustiefeln an einem großen Metallgitter befestigt, das von "pinkfarbenem Neonlicht" beleuchtet wird.

## Titelliste
Am 23. April 2020 veröffentlichte BloodPop die Titelliste auf Instagram.
1. Chromatica I
2. Alice
3. Stupid Love
4. Rain on Me (feat. Ariana Grande)
5. Free Woman
6. Fun Tonight
7. Chromatica II
8. 911
9. Plastic Doll
10. Sour Candy (feat. Blackpink)
11. Enigma
12. Replay
13. Chromatica III
14. Sine From Above (feat. Elton John)
15. 1000 Doves
16. Babylon

Bonustracks (Deluxe-Version)
1. Love Me Right
2. 1000 Doves (Piano Demo)
3. Stupid Love (Warehouse Mix)

## Singleauskopplungen
Stupid Love wurde am 28. Februar 2020 als Leadsingle des Albums veröffentlicht. Rain on Me mit Ariana Grande wurde am 22. Mai 2020 als zweite Single veröffentlicht. Letzteres Datum fiel auf den dritten Jahrestag des islamistischen Selbstmordattentats in Manchester. Am 22. Mai 2017 hatte sich kurz nach Ende eines Konzertes der Dangerous Woman Tour von Ariana Grande in der Manchester Arena ein Selbstmordattentäter im Foyer der Arena in die Luft gesprengt, wobei 22 Menschen starben und 512 Menschen verletzte wurden. Am 18. September erschien mit 911 die dritte Single aus dem Album. Free Woman wurde am 13. April 2021 als vierte Single des Albums ausgekoppelt.

## Preise
Billboard Music Awards 2021
- Auszeichnung als Best Top Dance/Electronic Album (Lady Gaga)

Grammy Awards 2021
- Nominierung als Best Pop Vocal Album
- Auszeichnung als Best Pop Duo/Group Performance (Lady Gaga und Ariana Grande)

MTV Europe Music Awards 2020
- Nominierung als Bestes Video (Rain on Me, Lady Gaga und Ariana Grande)
- Nominierung als Bester Song (Rain on Me, Lady Gaga und Ariana Grande)
- Nominierung als Best Collaboration (Rain on Me, Lady Gaga und Ariana Grande)

MTV Video Music Awards 2020
- Auszeichnung als Best Collaboration (Rain on Me, Lady Gaga und Ariana Grande)
- Auszeichnung als Song of the Year (Rain on Me)
- Nominierung als Video of the Year (Rain on Me)
- Nominierung als Best Pop (Rain on Me)
- Auszeichnung für die Beste Kamera (Rain on Me)
- Nominierung für die Besten visuellen Effekte (Rain on Me)
- Nominierung für die Beste Choreografie (Rain on Me)

MTV Video Music Awards 2021
- Nominierung für die Beste Kamera (911)
- Nominierung als Best Art Direction (911)

American Music Awards 2020
- Nominierung als Collaboration of the Year (Rain on Me, Lady Gaga und Ariana Grande)
- Nominierung als Favorite Music Video (Rain on Me, Lady Gaga und Ariana Grande)[12]

People’s Choice Awards 2020
- Nominierung als Bester Song (Rain on Me, Lady Gaga und Ariana Grande)
- Nominierung als Bestes Album (Lady Gaga)
- Nominierung als Bestes Musikvideo (Lady Gaga und Ariana Grande)
- Nominierung als Best Collaboration (Lady Gaga und Ariana Grande)[13]

## Kommerzieller Erfolg

### Chartplatzierungen
Chromatica erreichte in Deutschland Rang drei der Albumcharts und platzierte sich drei Wochen in den Top 10. Das Album wurde für Lady Gaga zum siebten Charterfolg in den deutschen Albumcharts sowie zum sechsten Top-10-Erfolg. In den deutschen Vinylcharts erreichte das Album im Juli 2020 die Spitzenposition, was es zur meistverkauften Schallplatte des vergangenen Monats macht.
| ChartsChartplatzierungen       | Höchstplatzierung | Wochen |
| ------------------------------ | ----------------- | ------ |
| Deutschland (GfK)              | 3 (18 Wo.)        | 18     |
| Österreich (Ö3)                | 1 (14 Wo.)        | 14     |
| Schweiz (IFPI)                 | 1 (21 Wo.)        | 21     |
| Vereinigte Staaten (Billboard) | 1 (41 Wo.)        | 41     |
| Vereinigtes Königreich (OCC)   | 1 (24 Wo.)        | 24     |

| ChartsJahrescharts (2020)      | Platzierung |
| ------------------------------ | ----------- |
| Deutschland (GfK)              | 74          |
| Österreich (Ö3)                | 70          |
| Schweiz (IFPI)                 | 30          |
| Vereinigte Staaten (Billboard) | 50          |
| Vereinigtes Königreich (OCC)   | 22          |

### Auszeichnungen für Musikverkäufe
| Land/Region                  | Auszeichnungen für Musikverkäufe (Land/Region, Auszeichnung, Verkäufe) | Verkäufe  |
| ---------------------------- | ---------------------------------------------------------------------- | --------- |
| Australien (ARIA)            | Gold                                                                   | 35.000    |
| Brasilien (PMB)              | Platin                                                                 | 40.000    |
| Dänemark (IFPI)              | Gold                                                                   | 10.000    |
| Frankreich (SNEP)            | Platin                                                                 | 100.000   |
| Italien (FIMI)               | Platin                                                                 | 50.000    |
| Kanada (MC)                  | Platin                                                                 | 80.000    |
| Neuseeland (RMNZ)            | Platin                                                                 | 15.000    |
| Norwegen (IFPI)              | Gold                                                                   | 10.000    |
| Österreich (IFPI)            | Gold                                                                   | 7.500     |
| Polen (ZPAV)                 | Platin                                                                 | 20.000    |
| Schweiz (IFPI)               | Gold                                                                   | 10.000    |
| Singapur (RIAS)              | Gold                                                                   | 5.000     |
| Spanien (Promusicae)         | Gold                                                                   | 20.000    |
| Vereinigte Staaten (RIAA)    | Platin                                                                 | 1.000.000 |
| Vereinigtes Königreich (BPI) | Gold                                                                   | 100.000   |
| Insgesamt                    | 8× Gold · 7× Platin ·                                                  | 1.502.500 |

Hauptartikel: Lady Gaga/Auszeichnungen für Musikverkäufe